# Ficus orocuensis
Ficus orocuensis är en mullbärsväxtart som beskrevs av Armando Dugand. Ficus orocuensis ingår i släktet fikonsläktet, och familjen mullbärsväxter. Inga underarter finns listade i Catalogue of Life.